# Lista de tweets mais curtidos

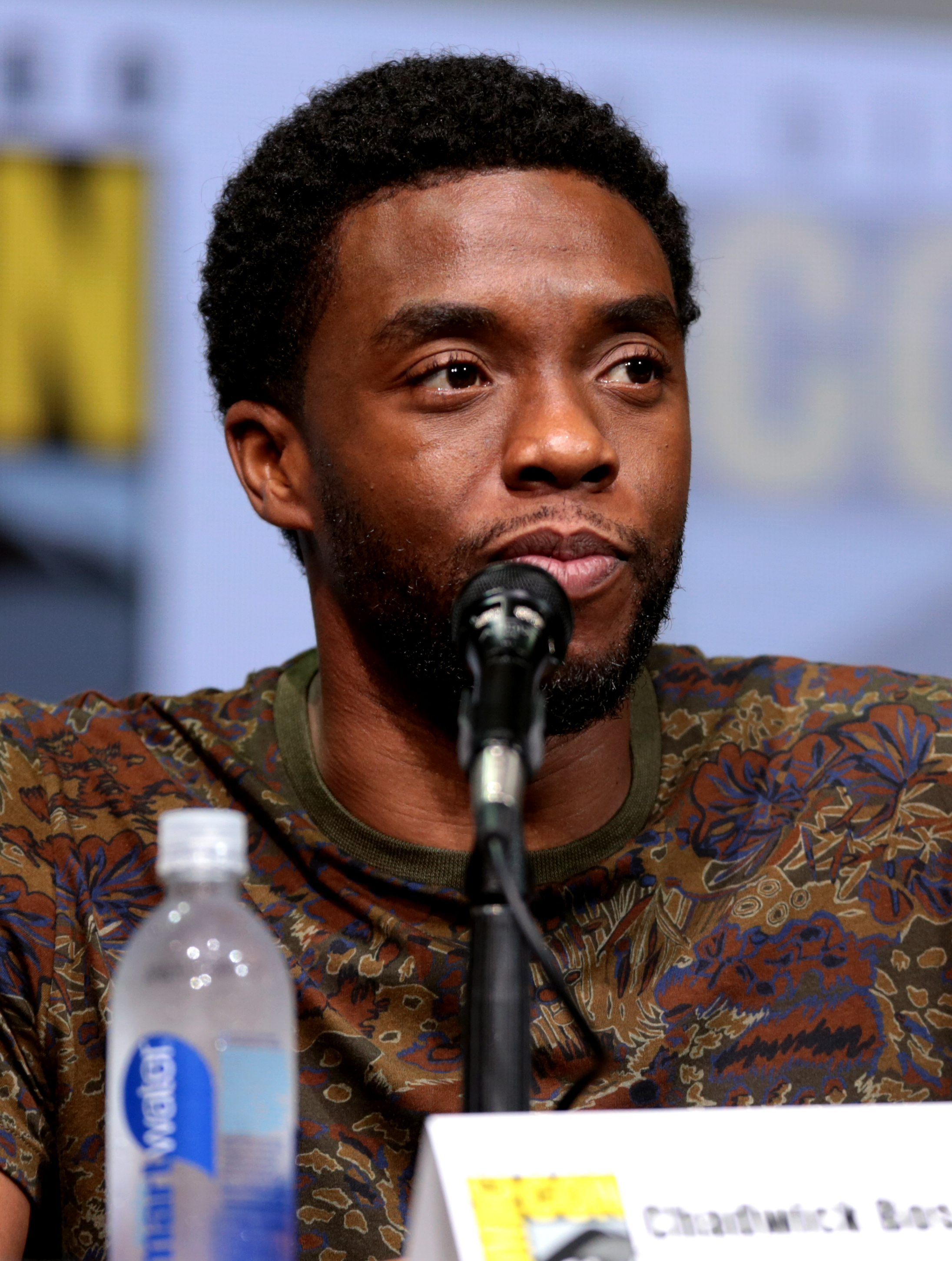
O post com mais curtidas foi postado pela conta do ator americano Chadwick Boseman, anunciando sua morte em 2020.

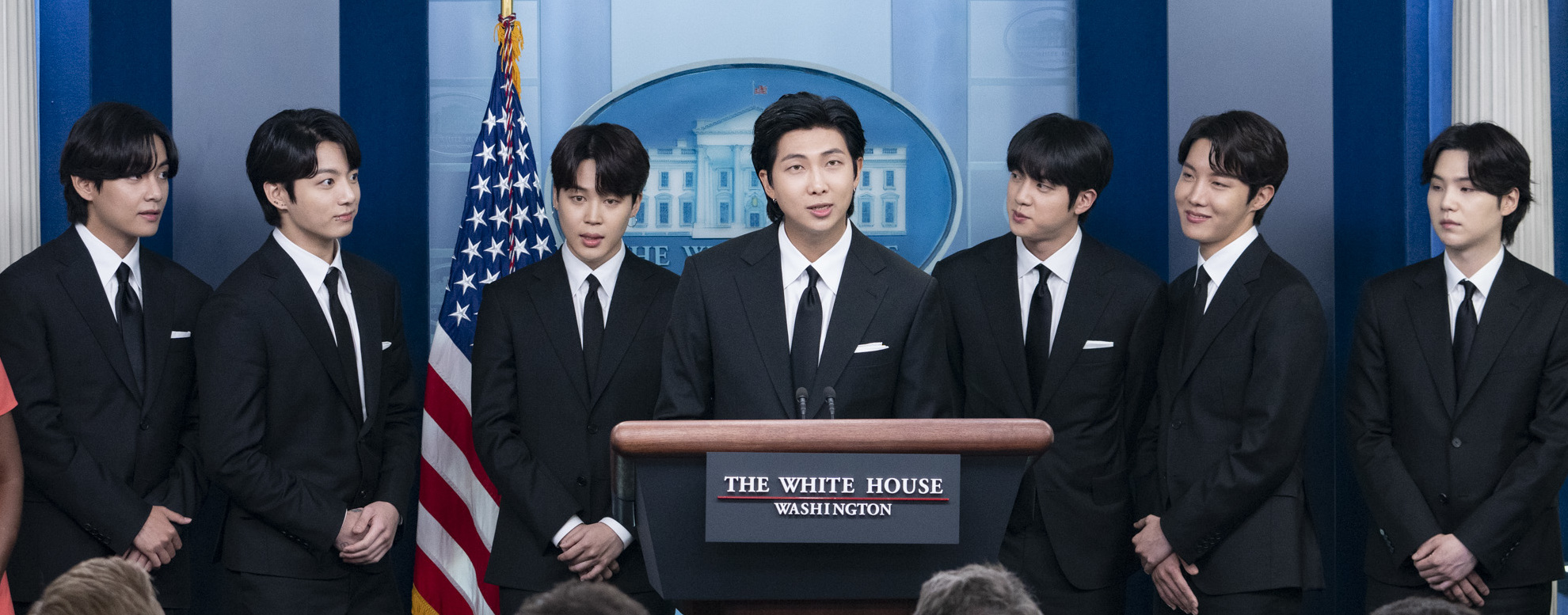
Os membros do grupo sul-coreano BTS postaram 17 dos 30 posts mais curtidos.

Esta lista contém os 30 posts com mais curtidas na plataforma de rede social X. Embora o X não forneça uma lista oficial completa, as notícias e a grande mídia geralmente cobrem o tópico. Em dezembro de 2022, o post mais curtido tinha mais de 7 milhões de curtidas e foi tuitado da conta do ator americano Chadwick Boseman, anunciando sua morte por câncer. Quatro contas têm mais de um dos posts mais curtidos no top 30: a banda sul-coreana BTS tem dezessete, enquanto o ex-presidente dos EUA, Barack Obama, o atual presidente dos EUA, Joe Biden, o magnata dos negócios Elon Musk e a ativista ambiental Greta Thunberg têm dois cada.

## Lista

### Internacional
A tabela a seguir lista os 30 posts mais curtidos no X, a conta que o postou, o número total de curtidas arredondado para a centena de mil mais próxima e a data em que foi originalmente postado. Posts que têm um número idêntico de curtidas são listados em ordem de data com o post mais recente classificado como o mais alto. As notas incluem os detalhes em torno do post.
| Posição | Post | Publicado por                               | Curtidas (milhões) | Data de postagem        | Contexto |
| ------- | --- | ------------------------------------------- | ------------------ | ----------------------- | -------- |
| 1       | [It is with immeasurable grief that we confirm the passing of Chadwick Boseman. Chadwick was diagnosed with stage III colon cancer in 2016, and battled with it these last 4 years as it progressed to stage IV... ]                                                             | Family of Chadwick Boseman @chadwickboseman | 7.0                | 28 de agosto de 2020    | [ A ]    |
| 2       | Next I'm buying Coca-Cola to put the cocaine back in | Elon Musk @elonmusk                         | 4.7                | 27 de abril de 2022     | [ B ]    |
| 3       | "No one is born hating another person because of the color of his skin or his background or his religion..." | Barack Obama @BarackObama                   | 4.0                | 12 de agosto de 2017    | [ C ]    |
| 4       | yes, please do enlighten me. email me at smalldickenergy@getalife.com | Greta Thunberg @GretaThunberg               | 3.9                | 28 de dezembro de 2022  | [ D ]    |
| 5       | It's a new day in America. | Joe Biden @JoeBiden                         | 3.8                | 20 de janeiro de 2021   | [ E ]    |
| 6       | Kobe was a legend on the court and just getting started in what would have been just as meaningful a second act. To lose Gianna is even more heartbreaking to us as parents. Michelle and I send love and prayers to Vanessa and the entire Bryant family on an unthinkable day. | Barack Obama @BarackObama                   | 3.6                | 26 de janeiro de 2020   | [ F ]    |
| 7       | this is what happens when you don’t recycle your pizza boxes | Greta Thunberg @GretaThunberg               | 3.5                | 30 de dezembro de 2022  | [ G ]    |
| 8       | Congratulations to the Astronauts that left Earth today. Good choice | Andy Milonakis @andymilonakis               | 3.4                | 30 de maio de 2020      | [ H ]    |
| 9       | I hope that even my worst critics remain on Twitter, because that is what free speech means | Elon Musk @elonmusk                         | 3.1                | 25 de abril de 2022     | [ I ]    |
| 10      | hello literally everyone | X @X                                        | 3.1                | 4 de outubro de 2021    | [ J ]    |
| 11      | 😙 | Jungkook @BTS_twt                           | 3.1                | 24 de janeiro de 2021   | [ K ]    |
| 12      | Never Not 💜 | Jungkook @BTS_twt                           | 3.1                | 3 de maio de 2020       | [ L ]    |
| 13      | 💘 @Harry_Styles 💝 | J-Hope @BTS_twt                             | 3.0                | 20 de novembro de 2021  |          |
| 14      | 아미 보고 싶다 ㅜ | Jungkook @BTS_twt                           | 3.0                | 11 de abril de 2021     | [ N ]    |
| 15      | We did it, @JoeBiden. | Kamala Harris @KamalaHarris                 | 3.0                | 7 de novembro de 2020   | [ O ]    |
| 16      | America, I'm honored that you have chosen me to lead our great country. The work ahead of us will be hard, but I promise you this: I will be a President for all Americans — whether you voted for me or not. I will keep the faith that you have placed in me.                  | Joe Biden @JoeBiden                         | 3.0                | 7 de novembro de 2020   | [ P ]    |
| 17      | Hey guys, wanna feel old? I'm 40. You're welcome. | Macaulay Culkin @IncredibleCulk             | 3.0                | 26 de agosto de 2020    | [ Q ]    |
| 18      | Hi Army😊 | V @BTS_twt                                  | 3.0                | 16 de agosto de 2020    | [ R ]    |
| 19      | Love U💜 | J-Hope @BTS_twt                             | 2.9                | 24 de novembro de 2021  |          |
| 20      | focus on army💜 | Jungkook @BTS_twt                           | 2.9                | 22 de novembro de 2021  |          |
| 21      | 연습 연습 연습!!! #JK | Jungkook @BTS_twt                           | 2.9                | 29 de abril de 2021     |          |
| 22      | 셀프 염색 :) #JJK | Jungkook @BTS_twt                           | 2.9                | 24 de fevereiro de 2021 | [ S ]    |
| 23      | 정국이 생일축하해요이? | V @BTS_twt                                  | 2.9                | 1 de setembro de 2020   | [ T ]    |
| 24      | We met @lizzo 😍🤙 | J-Hope, Jimin, Jungkook & V @BTS_twt        | 2.8                | 20 de novembro de 2021  |          |
| 25      | 👍 | V @BTS_twt                                  | 2.8                | 20 de julho de 2021     |          |
| 26      | 다녀오겠습니다😊 #JIMIN #꾸기 | Jimin @BTS_twt                              | 2.8                | 18 de setembro de 2021  |          |
| 27      | It's coming. @coldplay | BTS @BTS_twt                                | 2.8                | 14 de agosto de 2021    |          |
| 28      | 💜💜 | V @BTS_twt                                  | 2.8                | 25 de junho de 2021     |          |
| 29      | 💜 x7 | BTS @BTS_twt                                | 2.8                | 1 de junho de 2021      | [ U ]    |
| 30      | Savage Love 🎶 #SavageLoveRemix | Jungkook @BTS_twt                           | 2.8                | 8 de outubro de 2020    | [ V ]    |

### No Brasil
| Posição | Post | Publicado por                          | Curtidas (milhões) | Data de postagem       | Contexto |
| ------- | --- | -------------------------------------- | ------------------ | ---------------------- | -------- |
| 1       | Felicidades Hermano 👏🏽 #leomessi | Neymar @neymarjr                       | 2.5                | 18 de dezembro de 2022 | [ W ]    |
| 2       | Democracia. | Luiz Inácio Lula da Silva @LulaOficial | 1.6                | 30 de outubro de 2022  | [ X ]    |
| 3       | A inspiração e o amor marcaram a jornada de Rei Pelé, que faleceu no dia de hoje. Amor, amor e amor, para sempre. . Inspiration and love marked the journey of King Pelé, who peacefully passed away today. Love, love and love, forever.                                          | Família de Pelé @Pele                  | 1.6                | 29 de dezembro de 2022 | [ Y ]    |
| 5       | Eu farei 10x se for preciso. Eles não estão preparados. | Vinicius Junior @vinijr                | 1.5                | 28 de outubro de 2024  | [ Z ]    |
| 4       | Assim que acordei vi a montagem tosca feita com o intuito de enganar o eleitor a uma semana do 2° turno. Repudio a utilização da minha imagem sem autorização para fins eleitorais e reafirmo minha posição de insatisfação com o atual governo. Como sabem, dia 30 meu voto é 13. | Casimiro Miguel @Casimiro              | 1.2                | 23 de outubro de 2022  | [ AA ]   |